# Dicranomyia curtivena
Dicranomyia curtivena är en tvåvingeart som beskrevs av Alexander 1922. Dicranomyia curtivena ingår i släktet Dicranomyia och familjen småharkrankar. Inga underarter finns listade i Catalogue of Life.